# Ligota Czamborowa
Ligota Czamborowa est une localité polonaise du gmina de Izbicko, située dans le powiat de Strzelce en voïvodie d'Opole.